# Portalia uljanishcheviana
Portalia uljanishcheviana är en svampart som först beskrevs av Schwarzman, och fick sitt nu gällande namn av V. González, Vánky & G. Platas 2007. Portalia uljanishcheviana ingår i släktet Portalia och familjen Anthracoideaceae.   Inga underarter finns listade i Catalogue of Life.